# Victoria Park (Nelson)
Der Victoria Park ist ein Fußballstadion in der nordwestenglischen Kleinstadt Nelson, Grafschaft Lancashire. Der Fußballverein FC Nelson zog 1968 vom Seedhill Football Ground in das 2.000 Zuschauer, davon 100 auf Sitzplätzen, fassende Stadion.